# Gyrinus tsingtaoriensis
Gyrinus tsingtaoriensis is een keversoort uit de familie van schrijvertjes (Gyrinidae). De wetenschappelijke naam van de soort is voor het eerst geldig gepubliceerd in 1934 door Cheo.